# Jastrebarsko
Jastrebarsko est une ville et une municipalité située en Croatie centrale, dans le Comitat de Zagreb, en Croatie, au sud de Samobor. Au recensement de 2001, la municipalité comptait 16 689 habitants, dont 97,76 % de Croates et la ville seule comptait 5 419 habitants.

## Histoire
Du 12 juillet 1942 au 26 août 1942, le camp de concentration de Jastrebarsko est en activité dans la ville. Il s'agit d'un camp de concentration dirigé par les oustachis afin d'y interner des enfants serbes. Plusieurs milliers y sont emprisonnés et plusieurs centaines y décèdent avant la libération du camp par les partisans yougoslaves.

## Localités
La municipalité de Jastrebarsko compte 59 localités :
| - Belčići - Brebrovac - Brezari - Breznik Plešivički - Bukovac Svetojanski - Celine - Crna Mlaka - Cvetković - Čabdin - Čeglje - Črnilovec - Dolanjski Jarak - Domagović - Donja Reka - Donji Desinec - Draga Svetojanska - Dragovanščak - Goljak - Gorica Svetojanska - Gornja Kupčina | - Gornja Reka - Gornji Desinec - Grabarak - Gračac Slavetićki - Guci Draganički - Hrastje Plešivičko - Hrašća - Ivančići - Izimje - Jastrebarsko - Jurjevčani - Kupeć Dol - Lanišće - Lokošin Dol - Malunje - Miladini - Novaki Petrovinski - Orešje Okićko - Paljugi - Pavlovčani | - Pesak - Petrovina - Plešivica - Prhoć - Prilipje - Prodin Dol - Rastoki - Redovje - Slavetić - Srednjak - Stankovo - Špigelski Breg - Tihočaj - Toplice - Vlaškovec - Volavje - Vranov Dol - Vukšin Šipak - Zdihovo |